# Gouvernes
Gouvernes (franskt uttal: [ɡuvɛʁn]
 ( lyssna)) är en kommun i departementet Seine-et-Marne i regionen Île-de-France i norra Frankrike. Kommunen ligger i kantonen Lagny-sur-Marne som tillhör arrondissementet Torcy. År 2022 hade Gouvernes 1 175 invånare.

## Befolkningsutveckling
| Befolkningsutvecklingen i Gouvernes 1968–2021 | Befolkningsutvecklingen i Gouvernes 1968–2021 | Befolkningsutvecklingen i Gouvernes 1968–2021 | Befolkningsutvecklingen i Gouvernes 1968–2021 | Befolkningsutvecklingen i Gouvernes 1968–2021 |
| --------------------------------------------- | --------------------------------------------- | --------------------------------------------- | --------------------------------------------- | --------------------------------------------- |
|                                               |                                               |                                               |                                               |                                               |
| År                                            |                                               |                                               | Folkmängd                                     |                                               |
| 1968                                          | 1968                                          |                                               | 529                                           |                                               |
| 1975                                          | 1975                                          |                                               | 692                                           |                                               |
| 1982                                          | 1982                                          |                                               | 764                                           |                                               |
| 1990                                          | 1990                                          |                                               | 934                                           |                                               |
| 1999                                          | 1999                                          |                                               | 1 024                                         |                                               |
| 2007                                          | 2007                                          |                                               | 1 083                                         |                                               |
| 2015                                          | 2015                                          |                                               | 1 156                                         |                                               |
| 2021                                          | 2021                                          |                                               | 1 178                                         |                                               |